# Csangsa óriáskerék
A Csangsa (Changsha) óriáskerék egy 120 méter magas óriáskerék Kína Hunan tartományában található Csangsa (Changsha) városában.
Az óriáskerék építését 2004. szeptember 30-án fejezték be, és 2004. október 1-jén megnyitották a közönség számára. A kerék átmérője 99 méter.
Kínában további három 120 méter magas óriáskerék van, a Tianjin Eye (2007-ben épült), a Csöngcsou óriáskerék (2003-ban épült) és a Szucsou óriáskerék (2009-ben épült). Ezeknél nagyobb csak a 160 méter magas Star of Nanchang, illetve ha befejeződnek a 208 méteres Beijing Great Wheel építési munkálatai, az lesz Kína és a világ legmagasabb óriáskereke.